# Helena Karásková
Helena Karásková (1979) es una deportista checa que compite en triatlón. Ganó una medalla de bronce en el Campeonato Mundial de Triatlón de Invierno de 2025.

## Palmarés internacional
| Campeonato Mundial | Campeonato Mundial | Campeonato Mundial | Campeonato Mundial |
| Año                | Lugar              | Medalla            | Prueba             |
| ------------------ | ------------------ | ------------------ | ------------------ |
| 2025               | Cogne (Italia)     | Medalla de bronce  | Individual         |